# Haagská úmluva o nemocničních lodích
Haagská úmluva o nemocničních lodích je multilaterální dohoda z roku 1904, která doplnila Haagskou úmluvu z roku 1899 o úpravě Ženevské úmluvy z roku 1864 pro válku námořní. Úmluva stanovila, že během války budou nemocniční lodě v přístavech států, které smlouvu ratifikovaly, osvobozeny od poplatků a daní uvalených na plavidla.

## Vstup v platnost a strany
Haagská úmluva o nemocničních lodích byla uzavřena 21. prosince 1904 a v platnost vstoupila 26. března 1907. Podepsalo ji 25 států a k roku 2023 je platná pro 30 států. Srbské království smlouvu podepsalo, ale neratifikovalo ji.
| Stát                   | Rok podpisu | Rok ratifikace | Poznámky                                                           |
| ---------------------- | ----------- | -------------- | ------------------------------------------------------------------ |
| Belgie                 | 1904        | 1907           |                                                                    |
| Černá Hora             | 1904        | 1907           | Smlouvu podepsala a ratifikovala jako Černohorské knížectví.       |
| Čína                   | 1904        | 1907           |                                                                    |
| Dánsko                 | 1904        | 1907           |                                                                    |
| Francie                | 1904        | 1907           | Podepsáno a ratifikováno vládou třetí Francouzské republiky.       |
| Guatemala              |             | 1906           |                                                                    |
| Itálie                 | 1904        | 1907           | Smlouvu podepsala a ratifikovala jako Italské království.          |
| Írán                   | 1904        | 1908           | Smlouvu podepsali a ratifikovali Kadžárovci.                       |
| Japonsko               | 1904        | 1907           | Smlouvu podepsalo a ratifikovalo jako Japonské císařství.          |
| Jižní Korea            | 1904        | 1907           | Smlouvu podepsala a ratifikovala jako Korejské císařství.          |
| Kuba                   | –           | 1965           |                                                                    |
| Lucembursko            | 1904        | 1907           |                                                                    |
| Maďarsko               | 1904        | 1907           | Smlouvu podepsalo a ratifikovalo jako Rakousko-Uhersko.            |
| Mexiko                 | 1904        | 1907           |                                                                    |
| Německo                | 1904        | 1907           | Smlouvu podepsalo a ratifikovalo jako Německá říše.                |
| Nizozemsko             | 1904        | 1907           |                                                                    |
| Norsko                 | –           | 1907           |                                                                    |
| Peru                   | 1904        | 1907           |                                                                    |
| Polsko                 | –           | 1921           | Podepsáno a ratifikováno vládou druhé Polské republiky.            |
| Portugalsko            | 1904        | 1907           | Smlouvu podepsalo a ratifikovalo jako Portugalské království.      |
| Rakousko               | 1904        | 1907           | Smlouvu podepsalo a ratifikovalo jako Rakousko-Uhersko.            |
| Rumunsko               | 1904        | 1907           | Smlouvu podepsalo a ratifikovalo jako Rumunské království.         |
| Rusko                  | 1904        | 1907           | Smlouvu podepsalo a ratifikovalo jako Ruské impérium.              |
| Řecko                  | 1904        | 1907           | Smlouvu podepsalo a ratifikovalo jako Řecké království.            |
| Spojené státy americké | 1904        | 1907           |                                                                    |
| Srbsko                 | 1904        | –              | Smlouvu podepsalo a ratifikovalo jako Srbské království.           |
| Svobodné město Gdaňsk  | –           | 1921           | Ratifikace Svobodným městem Gdaňsk se nevztahuje na současný stát. |
| Španělsko              | 1904        | 1907           | Podepsáno a ratifikováno vládou Španělska během Restaurace.        |
| Švédsko                | –           | 1908           |                                                                    |
| Švýcarsko              | 1904        | 1907           |                                                                    |
| Thajsko                | 1904        | 1907           | Smlouvu ratifikovalo jako „Siam“.                                  |
| Turecko                | –           | 1932           |                                                                    |